# أليكس برايس (لاعبة كريكت)
أليكس برايس (5 نوفمبر 1995 - ) (بالإنجليزية: Alex Price)‏ هي لاعبة كريكت أسترالية. لعبت مع South Australia women's cricket team ‏.

## وصلات خارجية
- أليكس برايس على موقع إي آس بي آن كريك إنفو (الإنجليزية)